# گنجو گولان
گنجو گولان (به ترکی استانبولی: Genco Gülan) (زاده ۱۹۶۹) هنرمند و تئوریسین سبک مدرن اهل ترکیه است که در شهر استانبول زندگی می کند که در کارهای خود سعی بر آشکار کردن رابطهٔ بین وقایع اجتماعی و فرهنگی و هنری را دارد.  گولان بعد از تمام کردن تحصیلات در رشتهٔ علوم سیاسی و هنر در دانشگاه بغازیچی استانبول فوق لیسانس خود را از دانشگاه نیو اسکول نیویورک دریافت کرد.
این هنرمند آثار خود را در موزه ها و گالری های معتبر جهانی به نمایش گذاشته است.
Pera Museum, Museu de Arte Moderna do Rio de Janeiro, ZKM Karlsruhe, Triennale di Milano, Biennial of Tehran و مرکز ملی هنر و فرهنگ ژرژ پمپیدو از مراکز هنری می باشد که فعالیت های هنری این هنرمند را به نمایش گذاشته است. از مهمترین گالری های شخصی این هنرمند میتوان Galeri Artist برلین، Ankara Resim Heykel Müzesi, Foto Galerija Lang, Zagreb ve سئول Artda Gallery نام برد. در کنار تعداد زیادی جوایز هنری دریافت شده و فینالیست شدن در Sovereign European Art Prize وی موفق به دریافت جایزه ی LION’S و BP در سال ۲۰۱۱ شد. در حال حاضر وی عضو هیئت داوران Turgut Pura Sanat بوده و در حال تدریس در دانشگاه بغازیچی استانبول و دانشگاه معمار سنان استانبول میباشند.

## آثار
Graf, Marcus. Concepual Colors of Genco Gulan, Revolver Publishing, 2012. ISBN 978-3-86895-204-9
Gulan, Genco. De-constructing the Digital Revolution. LAP, 2009. ISBN 978-3-8383-2047-2
Graf, Marcus. Genco Gulan: Kavramsal Renkler, Galata Perform Publishing, 2008. ISBN 978-9944-0-1600-1